# Peugeot 104
Peugeot 104 — супермини, разработанный Паоло Мартином и выпускавшийся компанией Peugeot в 1972—1988 годах. В 1983 году число предлагаемых моделей было сокращено, чтобы освободить место для нового Peugeot 205. Полностью производство было прекращено в 1988 году, всего было произведено 1 624 992 автомобилей.

## История производства

### Начало
В 1972 году было запущено производства 104 — четырёхдверного седана, с наклонной задней частью, что делало его похожим на хетчбэк. Двигатель 1 л. Douvrin engines / PSA X engine (полностью из алюминиевого сплава, с цепным приводом верхнего расположения, с коробкой передач в картере, совместно использующей моторное масло, установленной практически на самом двигателе), который был разработан совместно с Renault. Такое расположение коробки передач было похоже на то, что впервые было применено British Motor Corporation на Mini. Это решение дало хороший уровень экономии, а конструкция ходовой части позволила добиться плавности хода и отличной управляемости.
Трёхдверный купе был запущен в производство в 1974 году с тем же двигателем 1 л., но с укороченной ходовой частью. Фары были крупные и прямоугольной, а не квадратной формы.

### Рестайлинги
В результате проведённого в июле 1976 года рестайлинга четырёхдверный седан был заменён на пятидверный хетчбэк. Задние фары были изменены незначительно: указатели поворота «обернуты» вокруг краёв автомобиля. Кроме того, стала доступна версия автомобиля с объёмом двигателя 1.1 л. Купе был представлен в двух версиях: «ZS» и «ZL». Модификация распредвала на двигателе 954 см также привела к уменьшению фазы газораспределения, что позволило повысить экономичность при небольшом снижении мощности. После рестайлинга модели с правым рулём появились только в конце 1976 года.
Купе получил третью версию в 1978: «ZA». И все версии купе получили бо́льшие задние фары с сигналами заднего хода. Пятидверные модели с более высокими техническими характеристиками были оснащены бо́льшими фарами и решётка радиатора, введённую для купе.
Рестайлинг 1980 года был незначительным — с изменением названий моделей в соответствии с другими автомобилями в линейке Пежо. Однако также стала доступна версия автомобиля с объёмом двигателя 1.2 л. Рестайлинг 1982 года включал в себя: меньшие фары, новая решётку радиатора и задние фары с сигналами заднего хода. Количество хромированной отделки было сокращено, заменённого в основном на чёрный пластик. Купе «ZS» было представлено в версии с двигателем объёмом 1,4 л. и мощностью 80 л. с.

## Прототипы

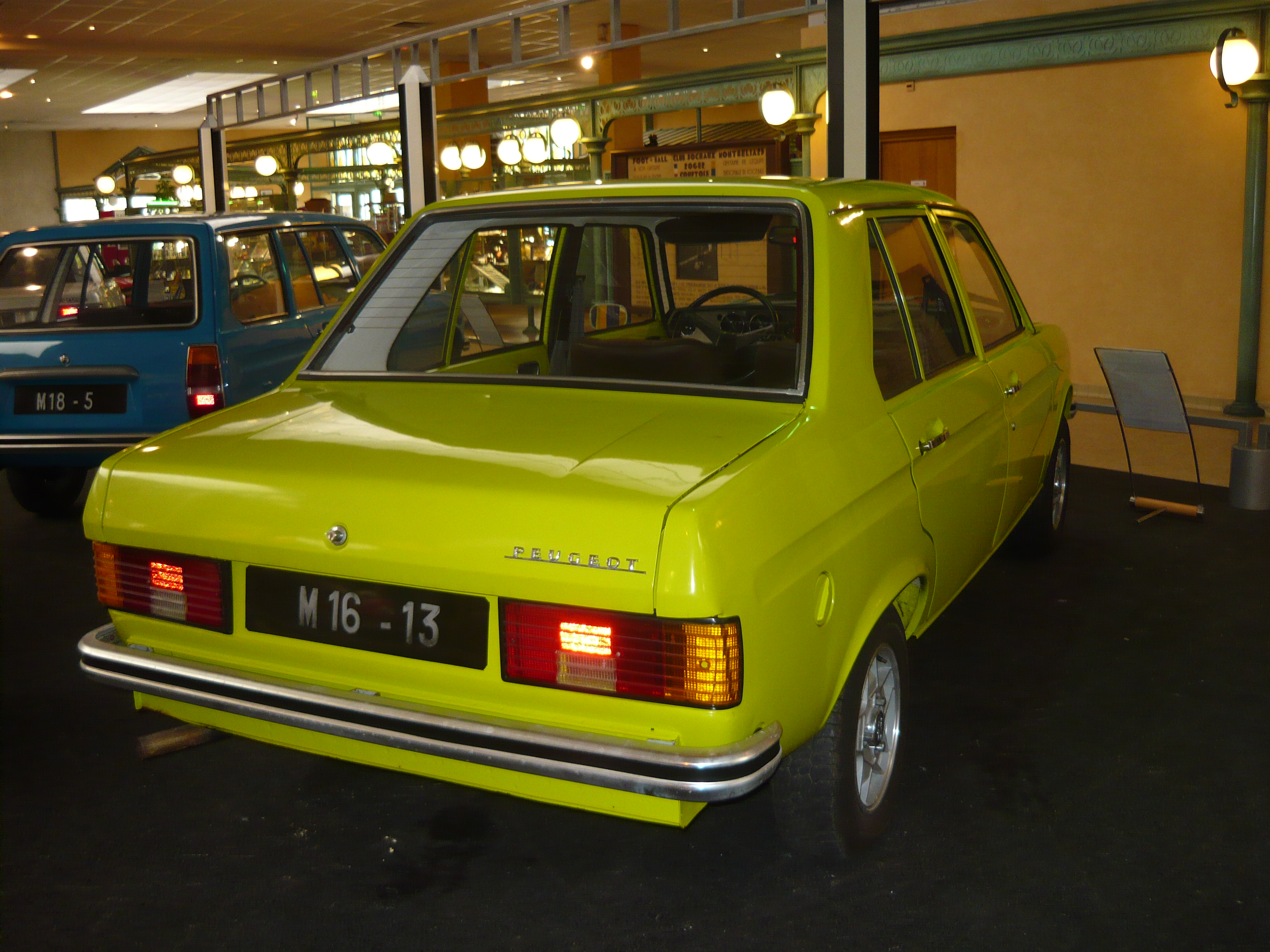
«Three-box» седан
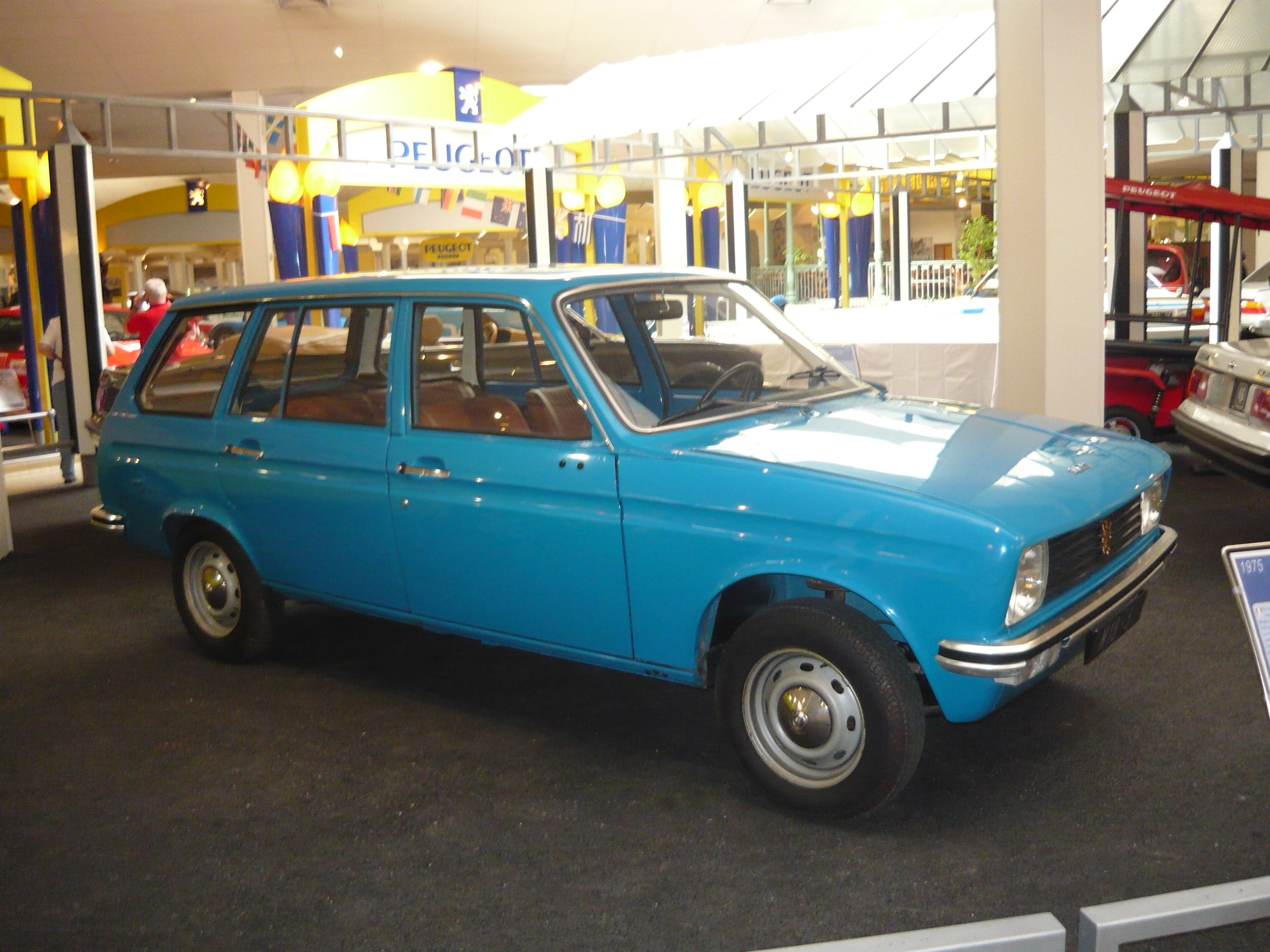
Прототип «M18»

На основе 104 было создано несколько прототипов, в том числе с электро- и дизельным двигателем. Прототип «M18» — (ок. 1976) синий пятидверный универсал с задними фарами, похожими на те, которые были использованы на универсале 504. Прототип «M23» — тёмно-красный трёхдверный фургон, основой для которого стал седан, а не существующее трёхдверное купе. Также известен жёлтый «three-box» седан (на фото) и белый пикап.

## Связанные автомобили

### Citroën LN / LNA
К 1975 году Peugeot стал владельцем на Citroën (формирование группы PSA), после чего 104 в кузове купе лёг в основу Citroën «LN» с двухцилиндровым двигателем 602 см. В 1982 году этот автомобиль был оснащен более современным 652 см двигателем Visa, чтобы в 1983 году стать «LNA». В 1985 году его производство было окончательно прекращено.

### Citroën Visa
Механической конфигурации 104 (с более длинным ходом подвески) была также использована при создании Citroën Visa, что привело к отказу от развития концепции Citroën Prototype Y, разработанного специально для создания Visa (хотя эти разработки были использованы в румынском машиностроении)). Visa, в отличие от LN / LNA, имела свой собственный дизайн кузова и конструктивные решения.

### Talbot Samba
Производный от 104 в кузове купе с немного увеличенной задней частью, Talbot Samba был запущен в производство в 1981 году после перехода управления Chrysler Europe к Peugeot. Также была разработана кабриолет-версии Samba.

## Закат
Когда в 1983 году Peugeot начал выпускать совершенно новые Peugeot 205, 104 был снят с большинства европейских рынков, включая Великобританию. Но продолжал продаваться во Франции как бюджетный автомобиль, пока производство окончательно не прекратилось мае 1988 после 16 лет, в течение которых было выпущено 1 624 992 автомобиля.